# グロスタシャー
グロスタシャー（英: Gloucestershire）は、イングランド南西部にある行政区域。グロスターシャー、グロスターシャー州（英: the county of Gloucestershire、英: Gloucestershire county）とも呼ばれる。コッツウォルド、セヴァーン川流域の一部、およびディーンの森（フォレスト・オブ・ディーン）を含む。
州都はグロスター。その他の主要都市としてチェルトナム、ストラウド、サイレンスターおよびテュークスベリーが挙げられる。
伝統的な諸州としてウスターシャー（北）、ウォリックシャー（北東）、オックスフォードシャー（東）、スウィンドンを含むウィルトシャー（南）、ブリストルとサマセット（南西）、ウェールズの歴史的カウンティーであるモンマスシャー（西）、イングランドのヘレフォードシャー（北西）と接する。
歴史上、ブリストルもかつては含まれていたが、1373年に独立した州となりグロスタシャーに属するとはみなされていない。サウス・グロスタシャーは1974年にエイボン州に組み込まれたもの、1996年に同州が廃止されたとき単一自治体に変わり、伝統的な州区分ではグロスタシャーの一部となった。
バドミントン発祥の地と言われているバドミントン村、アンティークの店が多く立ち並ぶテットベリーなどもあり、日本人観光客が訪れることも珍しくない。

## 都市と町村

### 都市
グロスタシャーに所在する都市（シティ）は1箇所である。
- グロスター

### 町と村
グロスタシャーにある町村には以下が含まれる。 
- アブリントン（英語版）
- アシュルワース（英語版）
- バートン
- バークリー
- バイブリー
- ボディントン（英語版）
- ボートン＝オン＝ザ＝ウォーター
- バックランド（英語版）
- チャスリー（英語版）
- チャルフォード（英語版）
- チェルトナム
- チッピング・カムデン
- シンダーフォード（英語版）
- サイレンセスター
- クリアウェル（英語版）
- コールフォード（英語版）
- コース（英語版）
- ドレイコット（英語版）
- エルダースフィールド（英語版）
- フェアフォード（英語版）
- フォード（英語版）
- フォーサンプトン（英語版）
- フィフィールド
- グレトン（英語版）
- ハートプリー（英語版）
- ハスフィールド（英語版）
- ハントリー（英語版）
- ケンプリー（英語版）
- ライ
- ロングボロー（英語版）
- リドニー（英語版）
- ミッチェルディーン（英語版）
- モートン＝イン＝マーシュ
- ニューエント（英語版）
- ニューランド（英語版）
- パートン
- スリムリッジ（英語版）
- ストウ＝オン＝ザ＝ウォルド
- ストラウド（英語版）
- テュークスベリー（英語版）
- ウィンチカム
- イェイト（英語版）

モンマスシャーに属する以下のタウンは、郊外部がグロスタシャーにかかる。
- チペストウ（英語版）